# ذخیره‌گاه طبیعی اوکا
ذخیره‌گاه طبیعی اوکا (انگلیسی: Oka Nature Reserve) یک پارک و ذخیره‌گاه طبیعی در استان ریازان کشور روسیه است.